# Fondation euro-méditerranéenne Anna-Lindh pour le dialogue entre les cultures
La Fondation euro-méditerranéenne pour le dialogue entre les cultures, ou Fondation Anna-Lindh, instituée par l'Union européenne et les pays du pourtour méditerranéen, vise à rapprocher les individus et les organisations des deux côtés de la Méditerranée grâce à des actions soutenues de dialogue et de refermer le fossé qui les sépare.
Elle rend hommage à Anna Lindh, ministre des Affaires étrangères suédoise poignardée par un déséquilibré en 2003. Elle siège à Alexandrie, en Égypte. André Azoulay a été élu le 5 mars 2008 à Bruxelles président de la fondation. Élisabeth Guigou lui a succédé en 2014

## Extraits

### Origine et objectif
La Fondation Anna-Lindh a été créée par les gouvernements du Partenariat euro-méditerranéen, accord politique d’envergure auquel sont parvenus en 1995 l’Union européenne et ses dix partenaires du Sud de la Méditerranée.
Reconnaissant le rôle primordial du dialogue interculturel afin de promouvoir une coexistence paisible dans la région, le Partenariat a établi la Fondation en 2005 afin de soutenir des organisations et individus travaillant à la promotion du dialogue et avec l’objectif politique de faire de la région euro-méditerranéenne une ‘aire de coopération, d’échange, de mobilité, de compréhension mutuelle et de paix.

### Fonctionnement
La Fondation Anna-Lindh. Une ressource pour la société civile et un Observatoire pour la coexistence dans la région euro-méditerranéenne.
La Fondation Anna-Lindh est une institution unique, émanant des gouvernements des pays du Partenariat Euro-Méditerranéen mais également responsable devant ces derniers, et agissant comme un réseau en constant développement rassemblant des organisations de la société civile travaillant toutes pour le dialogue dans la région.
Durant l’établissement de la Fondation, chaque gouvernement a nommé une institution au sein de son pays respectif dont la tâche était de mettre en place un réseau d’organisations de la société civile dont les actions sont destinées à la promotion du dialogue : les réseaux nationaux Anna-Lindh. Aujourd’hui, ce réseau forme la base du travail de la Fondation, qui assume deux rôles principaux : soutenir les activités du réseau d’organisations de la société civile et servir d’observatoire pour la coexistence dans la région.